# Пасинки
Пасинки или Пасинке (алб. Pasinkë) је насељено место у општини Булћиза у округу Дибер, Албанија. Према попису из 1989. године било је 153 становника.
Према бугарском географу и историчару, Василу Канчову, у Пасинкима је 1900. године живело 24 Словена хришћана и 100 Албанаца муслимана. Српски етнограф Миленко Филиповић, 1940 године наводи да у Пасинкима има 11 кућа  Словена православаца и 6 кућа Словена муслимана. Раније је село било настањено само православцима.